# جورج توماس (لاعب)
جورج توماس (بالإنجليزية: George Thomas)‏ (25 يونيو 1930 كارديف المملكة المتحدة - 1 فبراير 2014) هو لاعب كرة قدم بريطاني.